# Діонісій (іконописець)
Діонісій (прибл. 1440 — 1502) — провідний представник московської школи живопису кінця XV — початку XVI століття, іконописець (ізограф). Вважається продовжувачем традицій  Андрія Рубльова. Діонісій є засновником нового напряму в  іконографії — житійних  ікон. 

## Творча біографія
Найбільш рання з відомих робіт — розписи собору Різдва Богородиці у Пафнутьево-Борівському монастирі (1467 — 1477). У 1481 році артіль, котру очолював Діонісій, розписує Успенську церкву в  Москві (найімовірніше,Успенський собор, побудований  Арістотелем Фіораванті). 
Не раніше 1486 року, можливо, неодноразово, очолює мальовничу артіль в Іосифо-Волоколамському монастирі: там він пише ікони для соборної церкви Успіння Богоматері. Останні документально засвідчені твори, і, ймовірно, найбільш відомі роботи Діонісія — стінні розписи і іконостаси собору Різдва Богородиці  Ферапонтова монастиря, виконані майстром разом зі своїми синами Феодосієм і Володимиром.  Відомо досить багато художніх творів, авторство Діонісія яких документально встановлено, або приписуваних самому Діонісію чи його оточенню. Крім више названих монастирів, він працював також в:
- Спасо-Кам'яний монастир. Спасо-Преображенський собор (1481). Спасо-Преображенський собор і ікони пензля Діонісія з  деісуса Кам'яного монастиря не збереглися до наших днів.[5]
- Московський Кремль. Вознесенський монастир. Вознесенський собор (1482). У 1929 році Вознесенський собор разом з іншими монастирськими будівлями був знищений.
- Йосифо-Волоколамський монастир. Успенський собор (після 1485). Фрески Діонісія в монастирі не збереглися — в XVII столітті собор був повністю перебудований.[6]
- Чігасов монастир в  Москві. Спасо-Преображенський собор (кінець 1480-х років). Фрески не збереглися, тому що церква згоріла у великій московській пожежі 1547 року.[7]
- Кирило-Білозерський монастир. Успенський собор (1497)
- Павло-Обнорський монастир. Троїцький собор (1500). У роботі над іконостасом Павло-Обнорського монастиря, найімовірніше, брали участь помічники Діонісія — його сини, але безперечною роботою самого майстра можна вважати ікону «Розп'яття». [8]
- Спасо-Прилуцький монастир. Спасо-Преображенський собор (1503)

## Сини Діонісія

##### Феодосій та Володимир
Діонісій сам навчив мистецтву своїх синів, які потім працювали з ним в різних кутках Московської Русі.
У 1485-му році Діонісій з синами Володимиром і Феодосієм розписали кам'яну церкву Успіння Богоматері в Іосифо-Волоколомском монастирі. У 1500 році сини Діонісія, найімовірніше, брали участь в роботі над іконостасом Павло-Обнорського монастиря, а у 1502 разом розписали собор Різдва Богородиці Ферапонтова монастиря.
Після смерті Діонісія молодший син, Феодосій, продовжує справу батька. У 1508 році він був запрошений великим князем Василем III для розпису великокнязівського Благовіщенського собору в Московському Кремлі.
На стінах собору були представлені лики і образи святих Георгія Побідоносця і Дмитра Солунського, візантійських імператорів та імператриць.
Феодосій був відомий і як книжковий оформлювач. Він писав заставки і мініатюри для Євангелія 1507 року.З ім'ям  Феодосія пов'язують появу стародрукарського орнаменту. 
Про творчість старшого сина Діонісія нічого не відомо.

## Спадщина
На виставці  Державної Третьяковської галереї, яка проходила з 27 листопада 2002 року по 2 лютого 2003 року, експонувалися 50 ікон і 8 рукописів, мініатюри яких могли бути виконані як самим Діонісієм, так і його безпосередніми учнями. Серед них — знамените Євангеліє Феодосія 1507 року з Російської Національної бібліотеки в  Санкт-Петербурзі. 
Деякі  фрески художника безповоротно втрачені, деякі збереглися частково. І тільки фрески собору Різдва Богородиці  Ферапонтова монастиря дійшли до нашого часу в повному складі і справжньому вигляді. 

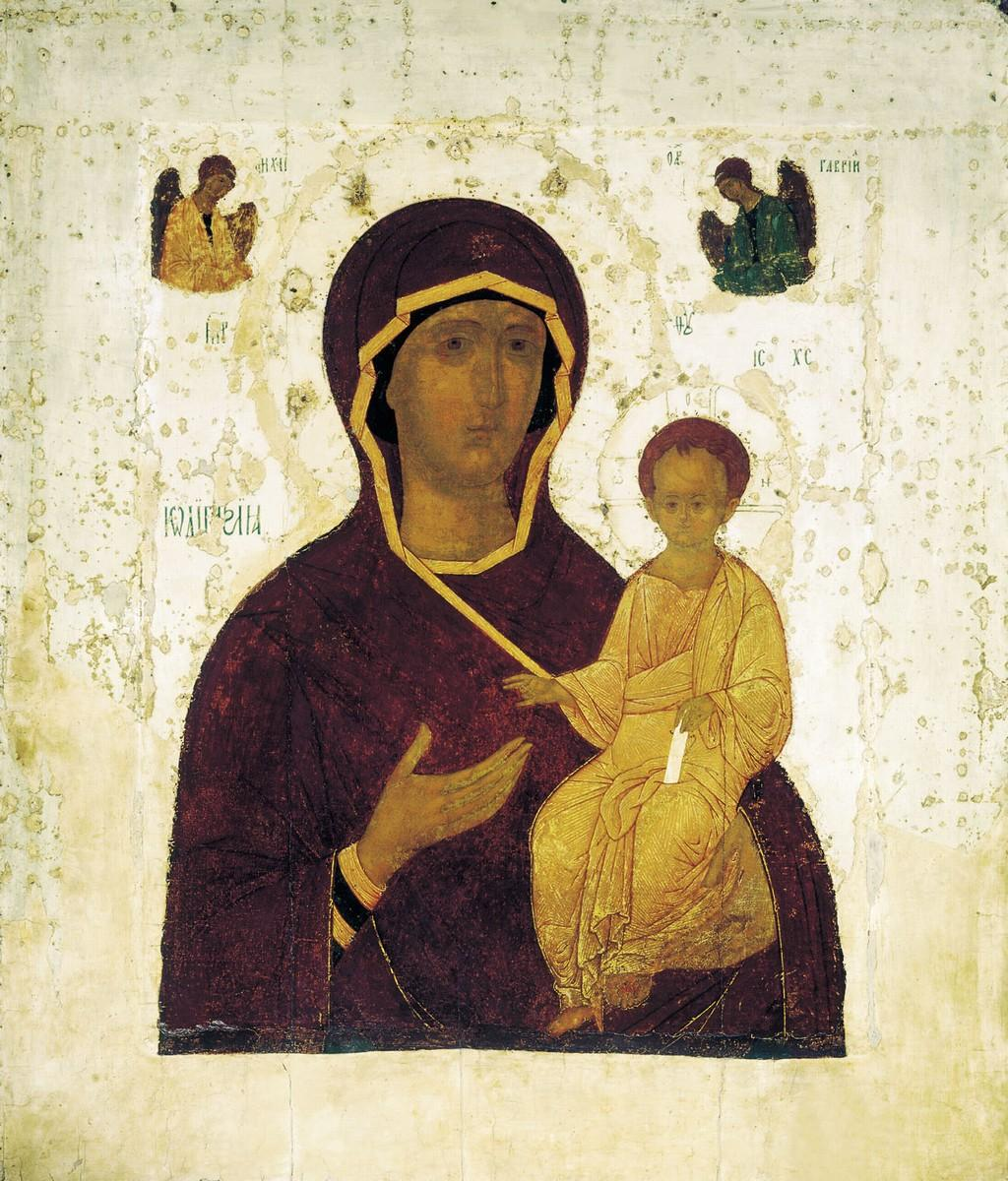
Одигітрія Смоленська. 1482 р. Третьяковська галерея
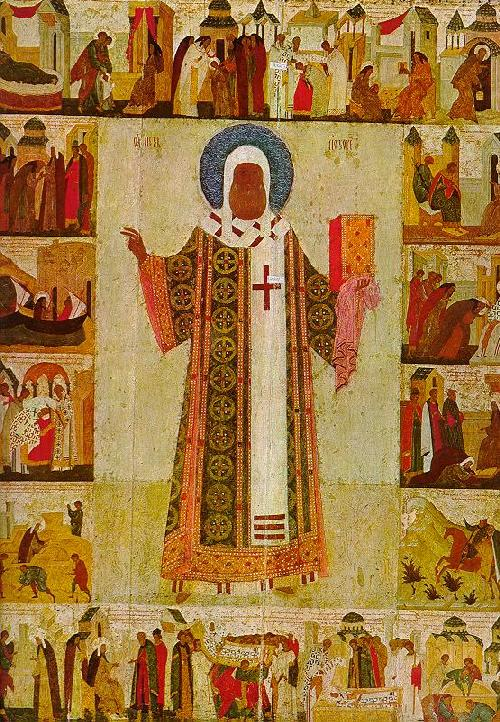
Митрополит Алексий  з Житієм. XV ст. Третьяковська галерея
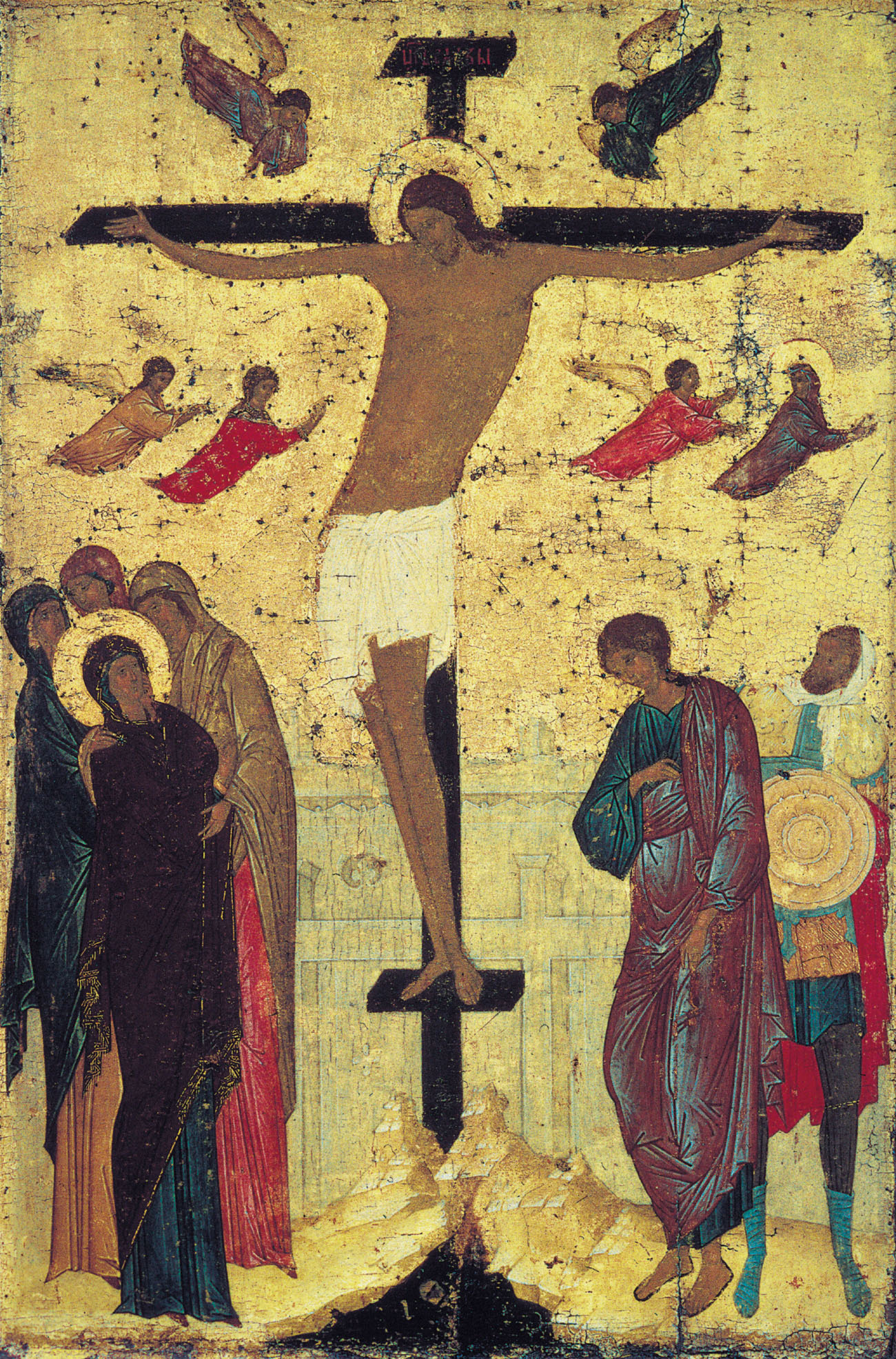
Розп'яття. 1500 р. Третьяковська галерея (з Павло-Обнорського монастиря)

## Пам'ять про Діонісія
- За рішенням ЮНЕСКО 2002 рік оголошено роком Діонісія. На 24-й сесії Комітету з всесвітньої спадщини ЮНЕСКО в кінці 2000 року ансамбль  Ферапонтова монастиря з розписами Діонісія було включено до Списку  всесвітньої спадщини ЮНЕСКО (С 982). Зберігачем цього унікального надбання російської та світової культури є Музей фресок Діонісія. [10]
- У 2002 році  вологодськи кінематографісти зняли документальний фільм «Діонісій», режисери — Рєзцов Михайло Ілліч, Чернецов Дмитро Миколайович, автор  сценарію — Савіна Олена Борисівна.[11] Фільм був удостоєний  Державної премії Російської Федерації в області літератури і мистецтва за 2003 рік. [12]